# Livräddningskryssaren Oscar Falkman
Livräddningskryssaren Oscar Falkman var ett svenskt sjöräddningsfartyg, som tillhörde Sjöräddningssällskapet och var stationerat på Räddningsstation Möja.
Oscar Falkman var vid mitten av 2010-talet en av de få kvarvarande räddningsfartygen med stålskrov i Sjöräddningssällskapets flotta, och användes framför allt vintertid vid svåra isförhållanden.
Den donerades av familjen Oscar Falkman.
Räddningsfartyget togs ur tjänst i maj 2018 och är numera privatägt.